# Звєрєв Віталій Анатолійович
Віта́лій Анато́лійович Звє́рєв (3 листопада 1924, Нижній Новгород — 6 березня 2024, Нижній Новгород) — радянський і російський вчений-фізик, педагог, фахівець у галузі радіофізики, акустики, радіотехніки, радіолокації та голографії. Член-кореспондент РАН (1979) та її радник (з 2000 року), головний науковий співробітник Інституту прикладної фізики РАН (Нижній Новгород). Лауреат Державної премії СРСР (1985).

## Біографія
Закінчив радіофізичний факультет Горьківського державного університету (1950). Із 1950 року по 1954 рік навчався в аспірантурі ГДУ. У 1954 році під керівництвом Г. С. Гореліка захистив кандидатську дисертацію на тему «Фазовий інваріант модульованого коливання».
Із 1954 по 1956 рік завідував кафедрою загальної фізики ГДУ. У 1956 році очолив відділ Науково-дослідного радіофізичного інституту. У 1964 році захистив дисертацію на ступінь доктора фізико-математичних наук.
У 1977 році переходить на роботу в новостворений Інститут прикладної фізики АН СРСР, де до 2000 року очолював один із відділів, а також до 1989 року обіймав посаду заступника директора з наукової роботи.
У 1979 році обраний членом-кореспондентом АН СРСР.
Дружина, Неллі Матвіївна Звєрєва, померла в 2020 році. Дочка — Ніна Віталіївна Звєрєва.
Помер у Нижньому Новгороді 6 березня 2024 року у віці 99 років.

## Нагороди
- Орден Трудового Червоного Прапора
- Державна премія СРСР (1985)
- Почесний член Російського акустичного товариства (2004)[5]
- Почесний професор ННДУ імені Лобачевського[6]